# Lola Skrbková
Lola Skrbková, vlastním jménem Aloisie Skrbková (16. února 1902 Čáslav – 28. září 1978 Brno), byla česká herečka, divadelní režisérka, divadelní publicistka a pedagožka, manželka herce Viléma Pfeiffera.

## Život
Narodila se jako druhá dcera c. k. vrchního geometra Aloise Skrbka a Alžběty, rozené Kvačkové. Začala studovat na obchodní akademii v Praze, avšak v roce 1923 přešla na studium herectví na Dramatickém oddělení Konzervatoře hudby v Praze, které absolvovala v roce 1927.  Chodila také na taneční hodiny k M. Mayerové a J. Kröschlové.  Již během studia na konzervatoři vystupovala jako členka souboru elévů v několika představeních v Národním divadle.
Od svých divadelních začátků se věnovala tehdejšímu avantgardnímu divadlu, kde ještě jako studentka působila nejprve s Jiřím Frejkou v Osvobozeném divadle, poté spolupracovala s Emilem Františkem Burianem, jemuž, mimo jiné, také pomáhala spoluzaložit Divadlo D34. Zde působila i jako režisérka a dirigentka, kdy se aktivně se zapojila i do jeho divadelních experimentů s voicebandem. Po Burianově zatčení a uzavření divadla v roce 1941 přešla s většinou souboru do Městských divadel pražských, která převzala provozování sálu pod názvem Divadlo Na poříčí. Zde působila v letech 1941–1945. Pro svou velmi dobrou práci s hlasem vyučovala herectví nejprve na Pražské konzervatoři (1942–1948) a později i na brněnské JAMU (od roku 1959). Hrála i režírovala v řadě oblastních divadel (Zlín, Ostrava, Benešov), jejím posledním angažmá se stalo Horácké divadlo v Jihlavě, kde působila v letech 1955–1959.
Po 2. světové válce pokračovala v souboru E. F. Buriana, avšak na konci sezóny 1945/1946 z divadlo po konfliktech v souboru spolu s dalšími 18 herci včetně Otomara Krejči odešla. V roce 1946 podepsala prokomunistické „Májové poselství kulturních pracovníků českému lidu!“ publikované před parlamentními volbami do Národního shromáždění. Tento předvolební manifest podepsalo celkem 843 kulturních pracovníků a komunisté volby vyhráli. Ještě před květnovými volbami oznámila své členství v KSČ a svůj kladný postoj k této straně vyjádřila v propagační stranické publikaci Můj poměr ke KSČ.takto: „Je mi ctí, že jsem byla přijata do KSČ.To snad říká vše o mém poměru ke komunistické straně.“ V roce 1948 podepsala výzvu prokomunistické inteligence Kupředu, zpátky ni krok!, jež byla vydána dne 25. února 1948 na podporu komunistického převratu.
V českém filmu ztvárnila řadu výrazných vedlejších postav, velice často se jednalo o nesympatické, přísné nebo i vyloženě záporné postavy (antihrdinky). Ve filmu začínala v roce 1937, v roce 1938 se objevila v dodnes hraném snímku Škola základ života, kde hrála středoškolskou profesorku biologie, o rok později pak v dramatu Věra Lukášová. Mezi její nejvýznamnější poválečné filmové role patří snímek Vlčí jáma režiséra Jiřího Weisse z roku 1957, velmi výraznou roli vytvořila i ve snímku Kladivo na čarodějnice režiséra Otakara Vávry z roku 1969.
V roce 1962 jí byl udělen titul zasloužilá umělkyně.

## Divadelní role,(výběr)
- 1924 Julius Zeyer: Radúz a Mahulena, Dívka, Národní divadlo, režie Vojta Novák (Lola Skrbková jako členka souboru elévů)
- 1925 František Langer: Periferie, Anna, Osvobozená scéna (J. Frejky), pohostinsky v Městském divadle Teplice – Šanov, režie Bedřich Rádl
- 1932 N. V. Gogol: Ženitba, První družička, Národní divadlo, režie K. H. Hilar
- 1933 Henri Duvernois: Jana, První dělnice, Stavovské divadlo, režie Vojta Novák
- 1933 Géza Včelička: Kavárna na hlavní třídě, Jindra, D34
- 1935 Jaroslav Hašek: Dobrý voják Švejk, paní Müllerová, D35 (v Mozarteu)
- 1938 Božena Benešová, E. F. Burian: Věra Lukášová, Paní Lukášová, D39, režie E. F. Burian, pomocná režie Lola Skrbková
- 1940 Jaroslav Pokorný: Plavci, Žena, D41, režie E. F. Burian
- 1940 Josef Trojan: Každý má dvě úlohy, Paní Raffová/C. Cicvárková, D41, režie E. F. Burian
- 1941 Eva Formanová: Cizinka, Alžběta, D41, režie E. F. Burian
- 1946 J. Pokorný: Plavci, žena, D46, režie E. F. Burian
- 1948 M. Gorkij: Nepřátelé, Kleopatra, Divadlo města Žižkova, režie Antonín Kurš
- 1950 A. P. Čechov: Strýček Váňa, Vojnická, Státní divadlo Ostrava, režie Antonín Kurš

## Filmové role,(výběr)
- 1937 Naši furianti - role: Terezka, žena krejčího Fialy
- 1938 Škola základ života - role: profesorka přírodopisu Suchánková (Suchá lípa)
- 1940 Věra Lukášová - role: Vilemína, babička Věry
- 1940 Život je krásný - role: úřednice u Hartla
- 1940 Poslední Podskalák - role: stenotypistka u JUDr. Machače
- 1941 Tetička - role: Oskarova žena
- 1941 Noční motýl - role: pokladní na nádraží
- 1942 Přijdu hned - role: sestra majitelky domu Demourové
- 1945 Řeka čaruje - role: nájemnice v domě Kohákové
- 1947 Čapkovy povídky, příběh Balada o Juraji Čupovi - role: Marina Matejová
- 1957 Vlčí jáma - role: služka Petronila
- 1966 Vrah skrývá tvář - role: Horáková, babička Michala
- 1969 Kladivo na čarodějnice - role: žebračka Maryna Schuchová